# Microconops fasciatus
Microconops fasciatus är en tvåvingeart som beskrevs av Krober 1915. Microconops fasciatus ingår i släktet Microconops och familjen stekelflugor. Inga underarter finns listade i Catalogue of Life.